# Soulcalibur IV
Soulcalibur IV is het zesde en laatste spel in de Soulcalibur vechtserie, ontwikkeld door Namco Bandai en gepubliceerd door Ubisoft. Het spel is zowel voor de PlayStation 3 als Xbox 360 verkrijgbaar. Naast high-definition graphics en de aanpassingen aan het vechtsysteem is er ook voor het eerst een online-mode.

## Personages
Het overgrote deel van de personages van Soulcalibur III keert terug met waarschijnlijk een uitzondering voor Abyss. Ook is de terugkeer van Night Terror nog niet bevestigd, al lijkt het beest wel een belangrijke rol te gaan spelen in de ontknoping van het verhaal.
- Amy
- Astaroth
- Cassandra
- Cervantes
- Ivy
- Kilik
- Lizardman
- Maxi
- Mitsurugi
- Nightmare
- Raphael
- Rock
- Seong Mi-na
- Setsuka
- Siegfried
- Sophitia
- Taki
- Talim
- Tira
- Voldo
- Xianghua
- Yoshimitsu
- Yun-Seong
- Zasalamel

### Star Wars-personages
Begin 2008 maakt Namco Bandai bekend een compromis met LucasArts gesloten te hebben, waarmee het mogelijk werd om Star Wars-personages Darth Vader en Yoda aan het spel toe te voegen. Darth Vader is echter alleen in de PlayStation 3-versie verschenen, terwijl Yoda exclusief voor de Xbox 360-versie is. Darth Vader beheerst krachtige aanvallen terwijl Yoda met zijn kleine gestalte het van close-combat moet hebben. Ook zal het speelbare personage uit Star Wars: The Force Unleashed, de Geheime Leerling (Galen Marek), speelbaar zijn in beide versies van Soul Calibur IV.

### Bonus personages
Verder heeft Namco Bandai de hulp ingeschakeld van manga-artiesten om 'bonus personages' te ontwikkelen.
- Angol Fear (gemaakt door Mine Yoshizaki)
- Ashlotte (gemaakt door Oh! Great)
- Kamikirimusi (gemaakt door Hirokazu Hisayuki)
- Scheherazade (gemaakt door Yutaka Izubuchi)
- Shura (gemaakt door Hiroya Oku)

### Nieuwe personages
Ook zijn er nog twee nieuwe non-bonus personages, in de vorm van Hildegard von Krone, een in een ridderlijk harnas geklede vrouw die gebruikmaakt van een zwaard voor korte afstandsaanvallen en een speer voor lange afstandsaanvallen, en Algol, de maker van Soul Calibur en Soul Edge, een machtige man in een harnas met vogelmotief. Hij heeft beide zwaarden in zijn lichaam opgenomen en kan ze naar willen uit zijn lichaam laten groeien voor aanvallen. Algol is tevens de eindbaas van Soul Calibur IV.

### Character Creation
In SoulCalibur IV is het mogelijk om je eigen personages te maken. Dit bestaat uit een procedure waarin vele mogelijkheden en karaktereigenschappen de revue passeren. Om te beginnen moeten de basiseigenschappen worden ingesteld, in de vorm van onder andere het geslacht en de algemene vechtstijl. Deze vechtstijl wordt gekozen uit de lijst van vechtstijlen van bestaande personages. Vervolgens kan het personage naar hartenlust worden aangepast. Nadat er een personage gegenereerd is die slechts de grondeigenschappen kent van de uiteindelijke versie, kan bijna alles aan het personage veranderd worden. Schoenen, broeken, jurken en hemden vormen een deel van het totaal van ongeveer 15 aanpasbare kledingstukken. Ook kunnen kenmerken zoals de stem uitgebreid worden veranderd. Overigens heeft de kledingkeuze van het personage invloed op zijn/haar speelstijl.

## Ontvangst
Soulcalibur IV heeft groterdeels positieve recensies gekregen. IGN prees de graphics, "The game's character models are highly detailed and in some cases gorgeous." (De personages zijn gedetailleerd en in sommige gevallen prachtig.) GameSpot prees zijn online mogelijkheden maar dacht dat Story Mode kort en teleurstellend was.

## Trivia
- Het spel is opgenomen in het boek 1001 Video Games You Must Play Before You Die van Tony Mott.